# Roman Pearce
Roman Pearce es un personaje ficticio de la franquicia de medios The Fast and the Furious interpretado por el actor Tyrese Gibson. 
Es un exconvicto, arrestado por albergar autos robados, que ganó su libertad después de derrotar al narcotraficante argentino Carter Verone con Brian O'Conner. Luego de los eventos en Miami, se convierte en miembro del equipo de Dominic Toretto cuando Dominic, Mia Toretto y Brian planearon robarle dinero al corrupto empresario brasileño, Hernán Reyes.

## Biografía
Roman Pearce nació y se crio en Barstow,  California. Cuando era niño, se hizo amigo de otro local de Barstow, Brian O'Conner. Roman y Brian crecieron juntos y, a menudo, causaban problemas y practicaban deportes. Roman y Brian iban juntos a la escuela secundaria y, a menudo, salían con las mismas chicas. Roman salía con las chicas que Brian ya no tenía una relación sentimental. Cuando Roman y Brian asistieron al baile de graduación, presuntamente Roman tuvo relaciones sexuales con una mujer "fácil" apodada "Rodillas" Denise.
Al igual que Brian, Roman se dedicó a la delincuencia y empezó a robar coches. Cuando Brian se unió al Departamento de Policía de Los Ángeles, Roman presumiblemente se distanció de Brian, considerándolo el "enemigo". Dos meses después de la carrera de Brian como oficial de policía, Rome fue arrestado por albergar autos robados en un garaje.
Roman creía que Brian, desconocía su arresto, podría haber hecho algo para ayudarlo. Mientras estaba en prisión, Roman más tarde llegó a resentirse con Brian.
Roman pasó tres años en una prisión del norte del estado y luego fue liberado bajo arresto domiciliario. No se le permitió moverse a más de cien metros de su casa, una casa rodante. Llevaba un monitor en la pierna del tobillo que le prohibía moverse. Roman fue empleado más tarde como conductor para un Derby de demolición en Barstow.

### 2 Fast 2 Furious
Pearce y O'Conner luego liman asperezas cuando el primero acepta trabajar en una operación encubierta para capturar al narcotraficante argentino de Miami, Carter Verone. Tras robarle parte de su dinero, lanzando un auto desde el camino hasta su yate hiriéndolo y provocando su arresto, Roman tuvo la intención de montar su propio taller. Sin embargo, cuando O'Conner se puso a trabajar como agente del FBI, Roman empezó a gastar tiempo y dinero apostando en Las Vegas.

### Fast Five
Poco después, Brian vuelve a reclutarlo durante su aventura en Río de Janeiro, Brasil para que forme parte de la banda que pretender robar $100 000 000 al industrialista corrupto Hernán Reyes. O'Conner piensa en él gracias a sus habilidades de "hablador", lo cual funciona una vez realizado uno de los planes ideados. Este estuvo dudando durante casi todo el plan, ya que lo consideraba imposible, pero no quería abandonar la idea de robar 100 millones, este junto a Han utilizan los autos robados a la policía para provocar un desastre entre estos últimos y darles tiempo a Brian y a Dom. Una vez realizado el robo, decide invertir su dinero en un Koenigsegg CCXR.

### Fast & Furious 6
Roman estaba viviendo de lujos hasta que recibió una llamada de Dom, para informarle de un trabajo, al llegar no estará de acuerdo con que trabajen para Luke Hobbs, pero accederá, mientras persiguen a Owen Shaw, Ivory provocara con un chip que Roman pierda el control. Durante el robo del tanque este junto a Brian se encargan de voltear el depósito del tanque para capturar a Shaw.
Shaw logra escapar ya que tenía de rehén a Mia, intenta escapar en un avión pero Roman junto a Tej logran clavar un ballesta (para intentar anclar el avión) y provocan la muerte de Jah e Ivory, terminando de una vez por todas con el equipo de Shaw. Luego, este se muda junto al grupo a Los Ángeles para poder comenzar a vivir la buena vida de un millonario.

### Furious 7
Roman es visto por primera vez en el funeral de Han. Él quiere que Brian le prometa que no irán a más funerales, a lo que Brian le asegura que el único funeral que queda donde irán será el de Deckard Shaw. A continuación, Roman es traído por el Frank "Sr. Don Nadie" Petty a la base como parte del equipo de Dom. Mientras se le informa, Roman muestra su desaprobación por el plan, hecho por el equipo de Petty para rescatar a la hacker Megan Ramsey, y le dice que está cansado de hacer las cosas que le dicen que haga, y que puede tomar las decisiones o se marcha. Cuando Dom le da la mesa, Roman aún no está del todo preparado, pero se le ocurre un plan para golpear la caravana desde el punto más seguro y físicamente inaccesible de la montaña como elemento sorpresa. Sin embargo, todavía delega en Tej para pensar en la forma de llegar a ese punto.
Sin embargo, cuando la única forma de hacerlo es lanzarse desde un avión de carga, Rome se acobarda y está a punto de quedarse en el avión, solo para que Tej active remotamente el paracaídas de su Camaro, sacando a Rome del avión. Llegando unos segundos tarde, aterriza en los árboles y no participa en el ataque original de Brian, Dom, Letty y Tej. Sin embargo, más tarde, cuando Deckard llega a la escena y comienza a perseguir a Dom, Roman llega tarde y lo saca, después de lo cual, cuando se encuentran con más matones de Jakande, Dom le dice a Roman que vaya con los demás.
Más tarde, cuando el equipo se reagrupa, Ramsey describe al equipo, y al propio Roman como el "bufón del equipo", a lo que se ofende y afirma ser "Doble Alfa".
A continuación, en Abu Dabi, Emiratos Árabes Unidos, Roman y Tej se ven mirando a Ramsey, a quien Roman llama dibs. Cuando el equipo va a la torre para sacar el chip del Ojo de Dios del coche, a Roman se le asigna una tarea sencilla para proporcionar una distracción si es necesario, en palabras de Tej, "brilla intensamente, como solo lo que puede hacer". Lo hace secuestrando el escenario y llamando la atención cantando una canción de cumpleaños, atrayendo a los guardias del Príncipe hacia él, lo que les permite a Dom y Brian llegar al auto. Cuando es interrumpido por Letty y Kara peleando, justo cuando los guardias están a punto de llevárselo, Dom y Brian los interrumpen conduciendo hacia el salón principal, justo cuando Deckard llega a la fiesta con un rifle de asalto. Luego procede a escoltar a Letty fuera de la torre.
Roman se une al equipo para el último ataque en Los Ángeles, esta vez conduciendo el sedán Chevrolet Caprice Classic 1985 con Tej.

## Coches
| Película                | Automovilístico                                    |
| ----------------------- | -------------------------------------------------- |
| 2 Fast 2 Furious        | 1971 Chevrolet Monte Carlo                         |
| 2 Fast 2 Furious        | 2003 Mitsubishi Eclipse GTS Spyder                 |
| 2 Fast 2 Furious        | 1970 Dodge Hemi Challenger R/T                     |
| Fast Five               | 1995 Toyota Supra                                  |
| Fast Five               | 2011 Dodge Charger SRT8 (coche policial brasileño) |
| Fast Five               | 2007 Koenigsegg CCXR Edition                       |
| Fast & Furious 6        | 2010 BMW E60 M5                                    |
| Fast & Furious 6        | 1969 Ford Mustang Mach 1                           |
| Furious 7               | 1968 Chevrolet Camaro Z/28                         |
| Furious 7               | 2013 Bugatti Veyron 16.4                           |
| Furious 7               | 1985 Chevrolet Caprice Classic                     |
| The Fate of the Furious | 2018 Dodge Challenger SRT Demon                    |
| The Fate of the Furious | 2010 Bentley Continental GT                        |
| The Fate of the Furious | 2010 Lamborghini Murciélago LP 640                 |